# 博彩稅

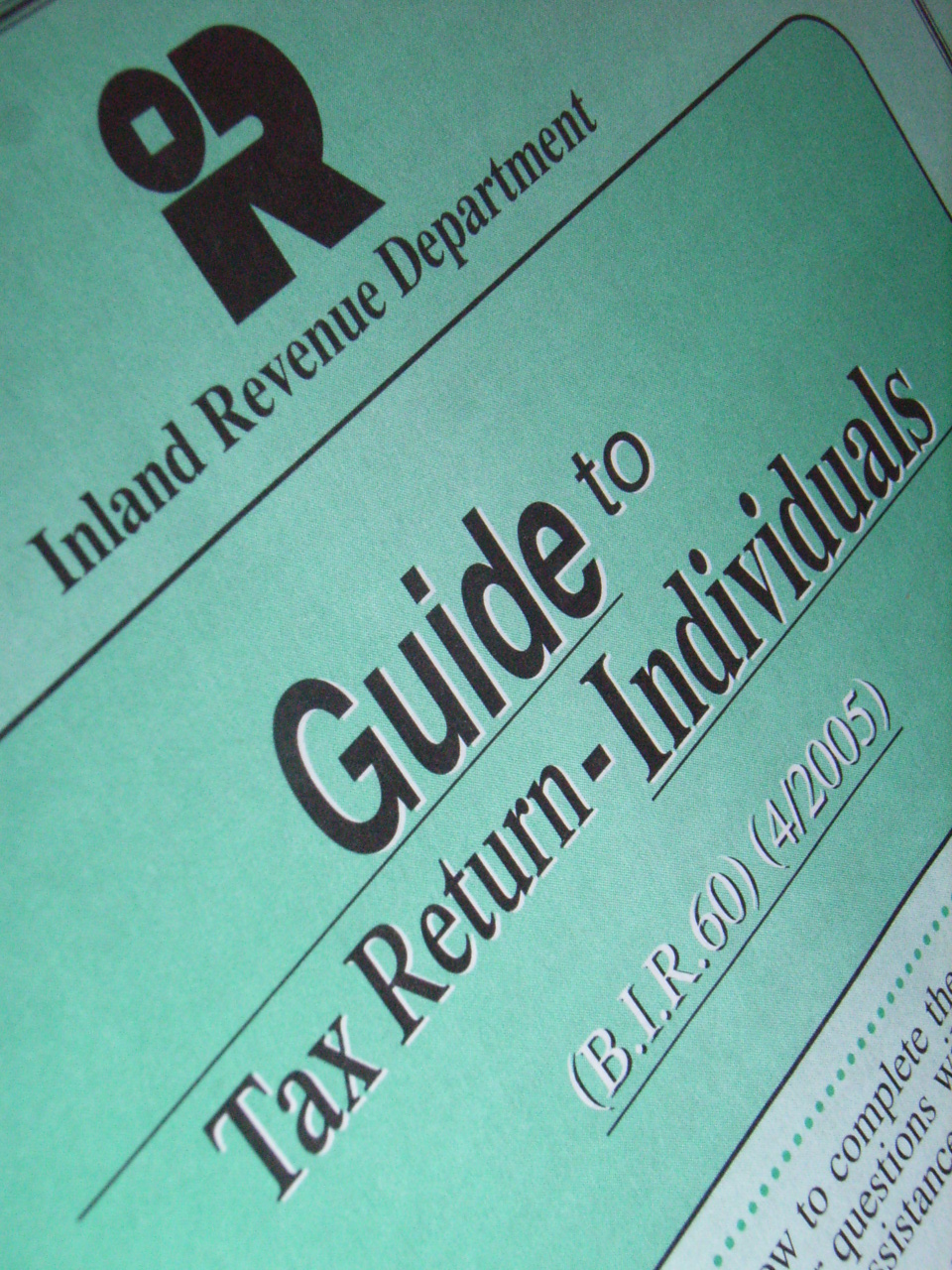
香港稅項說明書

博彩及彩票稅是香港政府對博彩所徵收的稅項，是指該政府向賽馬投注、合法足球博彩投注及六合彩收益所徵收的稅項。
另外，於澳門，博彩稅由澳門政府監管，指博彩、彩票、獎券等收益所徵收的稅項，通常為賭場付出之稅賦。

## 香港
一般而言，博彩稅受稅務局監管。是香港政府的一項穩定收入來源，政府當局一直就博彩稅不時進行檢討。博彩稅唯一繳納者香港賽馬會現提出改變現行博彩稅制度的建議，把現時由以按照投注額徵稅轉變為以毛利（即投注額減去派彩）徵稅，以及減低博彩稅稅率。

### 徵稅範圍
在香港，博彩及彩票稅是就以下四種因素而徵稅： 
- 獲批准的公司從舉辦賽馬投注所得的淨投注金收入徵稅；
- 獲批准的現金彩票活動所受的供款或參加款項；
- 獲批准的公司從舉辦獎券活動的收益徵稅；及
- 獲批准的公司從舉辦足球比賽投注所得的淨投注金收入徵稅。[1][2]

## 澳門
澳門博彩稅在2012年已逾1140億澳門元，佔所有稅收的百分之七十,創歷史新高。
澳門的特區政府估計，今年全年有關的收益，將可突破1700億元水平。澳門政府今年首三季1093億元的經常收入中，博彩稅佔了60%。

## 英國
根據《每日郵報》報道，博彩稅從2001年起不再就總投注金徵收一般的博彩稅率而轉變為按照毛利徵稅。